# دبرا استفنسون
دبورا لی دافیلد (née 4 ژوئن ۱۹۷۲)، معروف به دبرا استفنسون، بازیگر، کمدین، امپرسیونیست و خواننده انگلیسی است که بیشتر به خاطر بازی در نقش دایان پاول در بازی در زمین (۱۹۹۹–۲۰۰۰)، شل داکلی در دختران بد (۱۹۹۹–۲۰۰۱، ۲۰۰۳) و در نقش فرانکی بالدوین در خیابان کورونیشن (۲۰۰۴–۲۰۰۶) شناخته می‌شود.
دبورا لی استفنسون در ۴ ژوئن ۱۹۷۲ در هال، یورکشایر به عنوان تک فرزند متولد شد. والدین او در ایست رایدینگ یورکشایر زندگی می‌کنند. استفنسون از سن ۱۱ سالگی در مدرسه هانسلی جنوبی در ملتون، ایست رایدینگ یورکشایر، حضور یافت و در این سال‌ها در تعدادی از برنامه‌های استعدادیابی تلویزیون ملی ظاهر شد. در سال ۱۹۹۶، استفنسون در رشته نمایش از مدرسه تئاتر متروپولیتن منچستر فارغ‌التحصیل شد.